# Robin S.
Robin S., pseudonimo di Robin Jackson Maynard, nato Stone (New York, 27 aprile 1962), è una cantante statunitense.
Ha raggiunto la popolarità internazionale nel 1993, grazie al singolo dance Show Me Love.

## Biografia
Nel 1990, già madre di due bambini, l'artista lavorava come segretaria in un ufficio, esibendosi durante i weekend nei locali notturni in un gruppo musicale R&B. Notata dall'etichetta discografica Champion Records, le fu proposto di incidere il brano Show Me Love scritto da Allen George e Fred McFarland; pubblicato come singolo, la canzone fu tuttavia un insuccesso commerciale. Due anni dopo, nel 1992, il disc jockey e produttore discografico svedese StoneBridge sfruttò la traccia realizzandone un remix, che riuscì a ottenere una buona popolarità, divenendo infine un successo internazionale nella sua ripubblicazione del 1993 per l'etichetta Big Beat Records; il brano scalò le classifiche di Stati Uniti e Europa.
La popolarità ottenuta dal suo primo brano le ha così concesso di pubblicare nello stesso anno il suo album di debutto, anch'esso intitolato Show Me Love, dal quale sono stati estratti anche altri singoli: Luv 4 Luv, Why I Do Best, I Want to Thank You e Back It Up.
Dopo un periodo di pausa, è tornata sulla scena musicale nel 1997 con il suo secondo disco intitolato From Now On, realizzato in collaborazione con artisti come Todd Terry e  Eric "E-Smoove" Miller; il disco, uscito sempre per la Big Beat Records, alterna canzoni Hi-NRG e dance a ballate e pezzi gospel. Da questo lavoro sono stati tratti i singoli It Must Be Love e Midnight. Inoltre, nel 1999 ha realizzato, insieme alle Mary Mary, il brano Dance per la colonna sonora del film Il dottor Dolittle.
Negli anni seguenti ha continuato a esibirsi dal vivo, supportata dal rinnovato successo del suo singolo d'esordio.

## Discografia

### Album
- 1993 - Show Me Love
- 1997 - From Now On

### Singoli
- 1993 - Show Me Love
- 1993 - Luv 4 Luv
- 1993 - What I Do Best
- 1994 - I Want to Thank You
- 1994 - Back It Up
- 1997 - Show Me Love '97
- 1997 - It Must Be Love
- 1997 - You Got the Love (feat. T2)
- 1998 - Midnight
- 1999 - Dance (feat. Mary Mary)
- 1999 - Show Me Love '99
- 2002 - Show Me Love 2002
- 2006 - Show Me Love 2006
- 2008 - Show Me Love 2008
- 2009 - Show Me Love 2009 (feat. Steve Angello & Laidback Luke)
- 2009 - At My Best (feat. Corey Gibbons)
- 2015 - Love Thing